# Marien ruimtelijk plan
Het marien ruimtelijk plan (MRP) is een planningsproces waarbij de menselijke activiteiten in mariene gebieden geanalyseerd worden. De openbare autoriteiten baseren zich op een langetermijnvisie om het  Belgisch gedeelte van de Noordzee te organiseren om te voldoen aan economische, ecologische en sociale doelstellingen. De Belgische Noordzee is 3454 km² groot. Verschillende activiteiten kunnen interfereren met elkaar en een effect hebben op het milieu. Om dit allemaal goed georganiseerd te krijgen, wordt er een marien ruimtelijk plan opgesteld.

## Ontstaan
Op internationaal vlak is er reeds een lange weg afgelegd in de ontwikkeling van wetgeving en beleid ter ondersteuning van het marien ruimtelijk plan. Sinds 1990 werden verschillende inspanningen en afspraken vastgelegd in de aanloop naar een gerichte benadering inzake het behoud van mariene ecosystemen en zeeën. Hieruit volgde een wet van 20 januari 1999 ter bescherming van het mariene milieu.
De wet van 20 juli 2012 wijzigt het opschrift van de wet mariene milieu in "Wet ter bescherming van het mariene milieu en ter organisatie van de mariene ruimtelijke planning in de zeegebieden onder de rechtsbevoegdheid van België".
In de periode van 2012- 2013 werd er een voorontwerp marien ruimtelijk plan opgesteld door de minister van de Noordzee. Bijkomend werd van 2 juli  2013 tot en met 29 september 2013 een publieksraadpleging gehouden over het voorontwerp marien ruimtelijk plan en het milieueffectenrapport. Door het publiek inspraak te geven bij de besluitvorming komt de overheid te weten wat er bij de mensen leeft en kunnen ze hiermee rekening in de besluitvorming. In totaal waren er 140 reacties op het voorontwerp marien ruimtelijk plan, deze zijn in overweging genomen en waar relevant aangepast.
Het eerste marien ruimtelijk plan is op 20 maart 2014 in werking getreden en gepubliceerd in het Belgisch Staatsblad. Het marien ruimtelijk plan dient om de 6 jaar herzien te worden waarbij rekening kan worden gehouden met eventuele evoluties die zich hebben voorgedaan.
Tegen 2020 zal er dus een nieuw marien ruimtelijk plan zijn die het ruimtegebruik plant tot 2026.

## Procedure
De procedure is als volgt:
1. De minister van de Noordzee stelt een voorontwerp vast
2. Voorontwerp voorgelegd aan de raadgevende commissie voor advies
3. Minister neemt advies in overweging
4. Voorontwerp wordt principieel goedgekeurd op de ministerraad
5. Minister neemt het voorontwerp aan als ontwerp marien ruimtelijk plan
6. Het ontwerp marien ruimtelijk plan wordt onderworpen aan een publieksraadpleging
7. Minister legt ontwerp maritiem ruimtelijk plan voor aan de bevoegde autoriteiten: gewestregeringen, structuur Kustwacht
8. Minister bezorgt het ontwerp marien ruimtelijk plan tezelfdertijd aan Nederland, Frankrijk, Verenigd Koninkrijk en elke andere staat die hij nuttig acht
9. Rekening houdend met de verstrekte adviezen wordt het marien ruimtelijk plan aangepast
10. Minister legt een ontwerp van koninklijk besluit (KB) voor aan de ministerraad
11. Publicatie koninklijk besluit van het marien ruimtelijk plan in Belgisch Staatsblad (BS)

Parallel met de marien ruimtelijk plan procedure wordt een milieu-effectenbeoordeling uitgevoerd op het ontwerp marien ruimtelijk plan (op strategisch niveau).

## Raadgevende commissie
Door de minister wordt een raadgevende commissie aangesteld en vastgelegd in het Koninklijk besluit van 13 november 2012 betreffende de instelling van een raadgevende commissie en de procedure tot aanneming van een marien ruimtelijk plan in de Belgische zeegebieden.
Deze bestaat uit:
- FOD Volksgezondheid, Veiligheid van de Voedselketen en Leefmilieu
- FOD Buza (Federale Overheidsdienst Buitenlandse Zaken)
- FOD Biza (Federale Overheidsdienst Binnenlandse Zaken)
- FOD Economie
- FOD Mobiliteit
- BMM (Beheerseenheid van het Mathematisch Model van de Noordzee)
- FRDO (Federale Raad voor Duurzame Ontwikkeling)
- Scheepvaartpolitie
- Marine
- Door het Vlaams Gewest aangeduide vertegenwoordigers